# Praesphaerammininae
Praesphaerammininae es una subfamilia de foraminíferos bentónicos de la familia Sphaeramminidae, de la superfamilia Lituoloidea, del suborden Lituolina y del orden Lituolida. Su rango cronoestratigráfico abarca desde el Eoceno hasta el Mioceno.

## Discusión
Clasificaciones previas hubiesen incluido Praesphaerammininae en el suborden Textulariina del orden Textulariida, o en el orden Lituolida sin diferenciar el suborden Lituolina.

## Clasificación
Praesphaerammininae incluye al siguiente género:
- Praesphaerammina †